# 安徽日报
《安徽日报》创刊于1952年6月1日，是中国共产党安徽省委员会的机关报，隶属安徽日报报业集团。日发行量26.3万份。2018年被国家新闻出版广电总局评选为第三届全国“百强报纸”。该报报头采用鲁迅集字。

## 历史

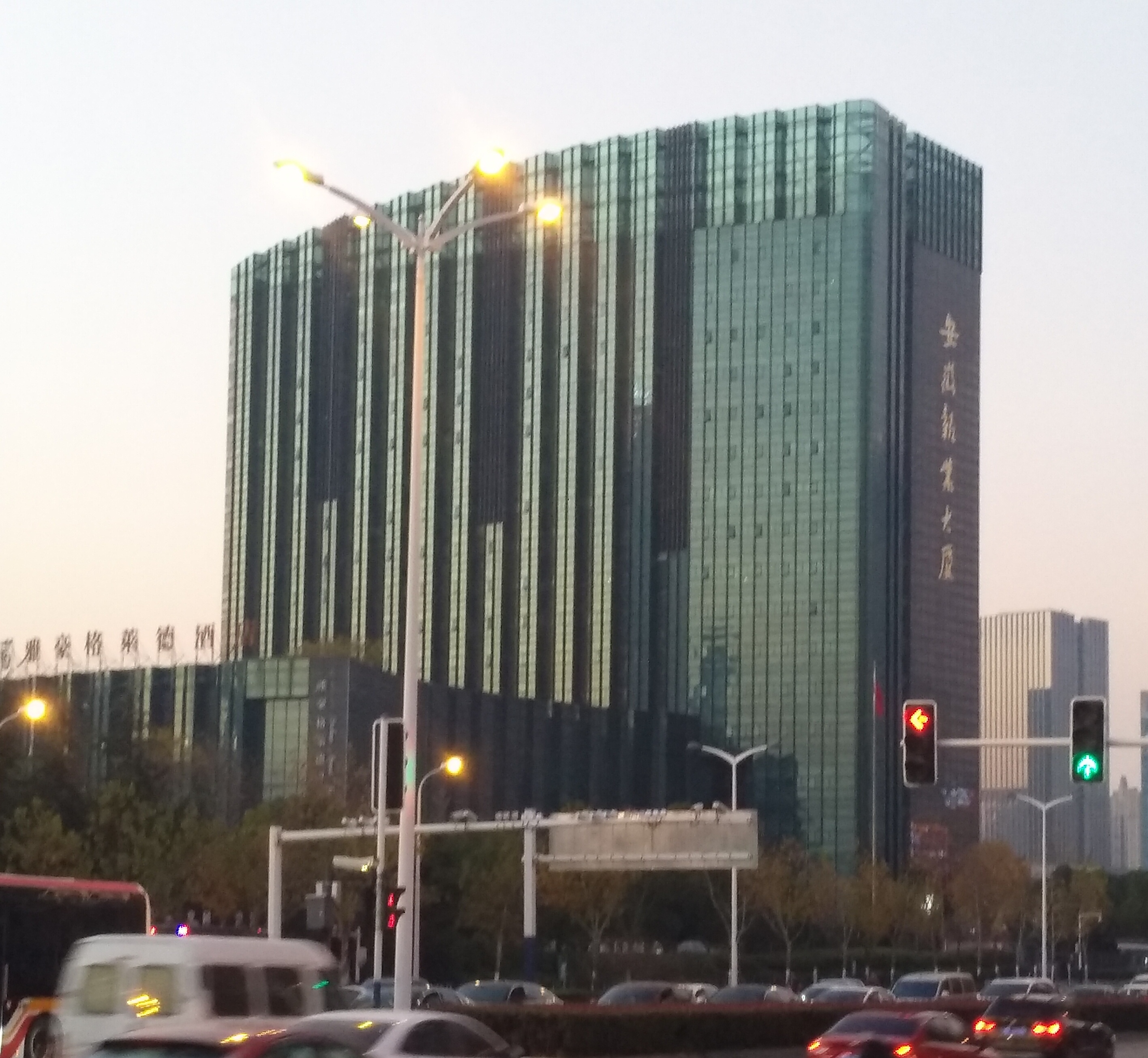
安徽报业大厦

1951年底，皖北和皖南行署合署办公。皖北行署机关报《皖北日报》和皖南行署机关报《皖南日报》由此合并，出联合版，视为《安徽日报》前身。同年12月26日正式出版。联合版为对开4版，从当年12月26日起，至1952年5月31日终刊，共155期。当年6月1日改出《安徽日报》。文化大革命爆发后的1967年一度更名为《新安徽报》，至1971年恢复原名。1984年7月，经中共安徽省委批准，《安徽日报》面向境外发行。该报自创刊至1993年一直为对开4版，1994年起改出对开8版，此后不断扩版。
2002年6月，经原新闻出版总署批准，建立安徽日报报业集团，2003年8月正式成立。
2018年，报纸入选2017年全国百强报纸推荐名单。